# Еліс Кетрін Еванс
Еліс Кетрін Еванс (англ. Alice Catherine Evans; 1881-1975) — американська мікробіологиня. Працювала дослідницею у Міністерстві сільського господарства США. Там вона досліджувала мікрофлору молока та сиру. Еванс довела, що бактерія Brucella abortus, яка живе у непастеризованому молоці, може спричиняти хворобу бруцельоз як у великої рогатої худоби, так і у людей. Результати її роботи були підтверджені іншими вченими. Завдяки її дослідженням у 1930-х роках у молочній промисловості введено норму, що все молоко має бути пастеризованим. Внаслідок цього захворюваність на бруцельоз була значно знижена.

## Біографія
Еліс Кетрін Еванс народилася 29 січня 1881 року на фермі в окрузі Бредфорд, штат Пенсільванія. Еванс навчалася в університеті Сускеганна, згодом стала вчителем. Після отримання ступеня бакалавра в галузі бактеріології в Корнелльському університеті у 1909 році і магістра в Університеті Вісконсин-Медісон у 1910 році, вона стала науковим співробітником Департаменту сільського господарства США. Там вона досліджувала бактеріологію молока і сиру.
Еванс влаштувалася у Службу охорони громадського здоров'я США у 1918 році, де досліджувала епідемії менінгіту і грипу. У тому ж році вона визначила, що паличка, яка викликає захворювання бруцельоз, однакова для великої рогатої худоби і людей. Спочатку результати її досліджень не були прийняті серйозно (через її стать і відсутність докторського ступеня), але вони були пізніше підтверджені іншими вченими. 1925 року Еванс також перехворіла на цю хворобу і потерпала від симптомів упродовж 7 років.
У 1945 році Еванс офіційно звільнилася, але продовжувала читати лекції з бактеріології. Еліс Кетрін Еванс померла у Вашингтоні, округ Колумбія, 5 вересня 1975 року у віці 94 роки.